# Oltacloea beltraoae
Oltacloea beltraoae là một loài nhện trong họ Gnaphosidae.
Loài này thuộc chi Oltacloea. Oltacloea beltraoae được miêu tả năm 2003 bởi Antonio D. Brescovit & Ramos.